# Primtalens ensamhet
Primtalens ensamhet (italiensk originaltitel La solitudine dei numeri primi) är en roman av Paolo Giordano, utgiven 2008 och på svenska i en översättning av Helena Monti 2009. Boken skildrar de två huvudpersonerna Mattia och Alice uppväxt. 
Mattia är en överintelligent pojke med en förståndshandikappad tvillingsyster Michela. Mattia tar å ena sidan hand om sin tvillingsyster men hon blir belastande för honom då hon stöter bort hans klasskamrater från honom. När han och tvillingsystern för första gången blir bjuden på ett födelsedagskalas får han infallet att lämna tvillingsystern i parken medan han själv går på kalaset. När han återvänder har Michela försvunnit. Hon återfinns inte och Mattias skuldkänslor visar inga gränser. Han blir alltmer inåtvänd och  börjar skära och skada sig något som han fortsätter med genom hela boken. 
Alice, vars pappa har höga förväntningar på henne, råkar som liten ut för en allvarlig skidolycka och blir halt. Alice och pappans förhållande blir alltmer ansträngt. Under skoltiden vill Alice passa in men lider av sitt fysiska handikapp. Efterhand blir det alltmer uppenbart att Alice har en ätstörning som ständigt förvärras. Alice känner en skräckfylld beundran för snygga, coola, vasstungade Viola som enväldigt bestämmer vem som är inne och ute. Hon blir utsatt för ett elakt skämt på initiativ av Viola men blir sedan hastigt och lustigt upptagen i Violas krets. För en stund. Under denna period bestämmer sig Viola för att hitta en kille till Alice. Viola uppmanar Alice att välja ut en kille som hon tycker verkar intressant. Valet faller på Mattia som just börjat på deras skola. Mattia och Alice känner igen sig i varandra och inleder ett slags vänskapsförhållande där kärlek och attraktion ligger under ytan men där huvudpersonerna aldrig riktigt når fram till varandra: "Mattia brukade tänka att han och Alice var som två ensamma och vilsna primtalstvillingar. Nära, men inte tillräckligt för att verkligen röra vid varandra.” 